# Wiroa Island
Wiroa Island ist eine Insel im Manukau Harbour auf der Nordinsel von Neuseeland. Administrativ zählt die Insel zum Stadtgebiet von Auckland.

## Geographie
Wiroa Island befindet sich direkt südlich angrenzend an dem Gelände des Auckland Airport und ist nur über einen schmalen, rund 370 m langen Damm, auf dem eine Straße zur Insel führt, mit dem Festland verbunden. Die rund 38,7 Hektar große Insel erstreckt sich über eine Länge von rund 1,4 km in Westnordwest-Ostsüdost-Richtung und misst an der breitesten Stelle rund 390 m in Nordnordost-Südsüdwest-Richtung. Die Insel liegt weniger als 5 Meter über dem Wasserspiegel des Manukau Harbour.

## Nutzung
Auf der Insel befindet sich die Radarstation des Flughafens und ist deshalb nicht öffentlich zugänglich.

## Vogelschutz
Um Vögel davon abzuhalten, sich im Flugfeld des Flughafens aufzuhalten oder sich ihm zu nähern, wurde auf der Insel im südöstlichen Teil ein für die Vögel geeigneter Nistplatz geschaffen.